# 小行星14092
小行星14092（14092 Gaily）是一颗绕太阳运转的小行星，为主小行星带小行星。该小行星于1997年6月29日发现。

## 轨道参数
小行星14092的轨道半长轴为2.7040787 UA，离心率为0.035。